# Persönliche Gleichung
Als Persönliche Gleichung wird bei Sternbeobachtungen in der Astronomie und Geodäsie die durchschnittliche Reaktionszeit des Beobachters bezeichnet. Sie beträgt je nach Messmethode und Erfahrung des Beobachters zwischen einigen Hundertstel- und Zehntelsekunden.
Anders als die zufälligen Zeitfehler, die sich bei der Mittelung vieler Messungen großteils herausheben, wirkt die persönliche Gleichung als systematischer Fehler immer in dieselbe Richtung. Sie beeinflusst daher die Messergebnisse merklich, sodass man sie durch Referenzmessungen oder spezielle Experimente (z. B. künstlicher Stern) bestimmen und rechnerisch berücksichtigen muss.
Auch bei automatisierten Messungen (durch optoelektronische Sensoren oder Ähnliches) gibt es kleine systematische Effekte, die analog instrumentelle Gleichung genannt werden. Für eine Messgenauigkeit von beispielsweise 0,1″ (0,1 Winkelsekunden) muss die Zeit bei Teleskopen auf der Erdoberfläche auf die Hundertstelsekunde (0,01 s) gemessen werden, weil sich die Sterne infolge der Erdrotation um bis zu 15″ pro Sekunde bewegen.

## Überblick: durchschnittliche Werte
Die Persönliche Gleichung hat – wie der Name andeutet – für jeden Beobachter einen charakteristischen Wert, der meist über Zeiträume von vielen Monaten recht stabil ist. Er ändert sich auch nur relativ wenig durch Müdigkeit oder äußere Umstände. Deshalb kann dieser Wert sehr verlässlich durch Referenzmessungen (bei denen das Soll-Ergebnis bekannt ist) bestimmt werden und von den gemessenen Zeiten abgezogen werden. Außerdem hängt die Persönliche Gleichung von der Erfahrung des Beobachters ab. In der Fachliteratur werden folgende typische Werte angegeben:
- Visuelle Sterndurchgänge (Fernrohr mit mindestens 30-facher Vergrößerung):
  - Erfahrene Beobachter 0,05 s bis 0,20 s, wobei der Wert um etwa 0,03 s schwanken kann
(bei manchen Personen kann die Persönliche Gleichung auch negativ sein, was eine im Bereich von 0,1 s zu frühe Reaktion bedeutet)
  - Wenig erfahrene Beobachter zwischen 0,1 und 0,4 s mit Schwankungen von etwa ±0,05 s.
(Zwischen der 2. und 5. Messnacht stabilisiert sich der Wert jedoch auf personentypisches Niveau)
- Am Registriermikrometer (manuelle Nachführung) zwischen 0,01 und 0,15 s (Schwankung um circa 0,02 s)
  - Bei automatischer Nachführung und manueller Korrektion unter 0,10 Sekunden
- Bei Sternbedeckungen durch den Mond durchschnittlich 0,3 Sekunden.

So kurze Reaktionszeiten mögen dem Laien unglaubwürdig erscheinen, liegen sie doch weit unter der sogenannten Schrecksekunde. Ein Sterndurchgang ist jedoch nicht überraschend, sondern genau vorhersehbar.
Ist ein Ereignis hingegen wirklich unerwartet – zum Beispiel eine Sternschnuppe – so muss auch ein erfahrener Astronom mit einer größeren Verzögerung rechnen, die bis zu 1 Sekunde betragen kann. Bis zu einem gewissen Grad kann man sie im Nachhinein (in der Vorstellung, am besten bei geschlossenen Augen) abschätzen.

## Visuelle Messung von Sterndurchgängen
Zahlreiche Verfahren der Astrometrie und Astrogeodäsie beruhen auf der Messung von Sterndurchgängen durch ein Fadenkreuz oder Fadennetz eines geeigneten Fernrohrs. Zu erwähnen sind unter anderem die genaue Bestimmung der Sternzeit und der Sternörter (Rektaszension, Deklination), der geografischen Koordinaten (exakter: astronomische Breite und Länge) – insbesondere für Lotabweichung und Geoidbestimmung – sowie für die Richtungsbestimmung (Azimut) und die Größe von Himmelskörpern.
Bei der Messung eines Sterndurchgangs im Gesichtsfeld eines Theodolits oder Durchgangsinstruments registriert der Beobachter den Zeitpunkt, zu dem sich der Stern genau hinter dem Faden befindet oder von ihm „biseziert“ wird. Dies kann mittels digitaler Stoppuhr, mit Handtaster und Chronograf oder mit Auge-Ohr-Methode erfolgen. Über die Nachführung am beweglichen Faden siehe unten.
Die vom Beobachter erreichbare, mittlere Genauigkeit wird Durchgangsfehler genannt. Abgesehen von Fehlern im Zeitsystem (z. B. Uhrenfehler, Zeitzeichen) und bei der Einrichtung des Instruments kommt es beim Sterndurchgang – oder einer ganzen Serie von „Fadenantritten“ – zur Überlagerung zweier persönlicher Einflüsse:
- eine verzögerte Reaktion um einen personentypischen Wert (in extremen Fällen sagt die Alltagssprache „lange Leitung“)
- eine etwas unsymmetrische Auffassung der Bisektion.

Der erste Einfluss ist unvermeidlich, aber auf etwa 0,03 s konstant. Der zweite kann durch ruhige Aufmerksamkeit beziehungsweise mit zunehmender Erfahrung minimiert werden und lässt sich durch spezielle Messanordnungen eliminieren, zum Beispiel durch ein Umkehrprisma oder die Beobachtung symmetrischer Sternpaare.

## Messungen am Registriermikrometer
In der 2. Hälfte des 19. Jahrhunderts erfand der Instrumentenbauer Johann Adolf Repsold das nach ihm benannte Registriermikrometer. Ein im Fadennetz beweglich angeordneter Faden lässt sich dem Stern nachführen und ist mit einer Messspindel verbunden, die in genau definierten Abständen elektrische Kontakte schließt. Bildet man das Mittel der so registrierten Zeiten, entspricht dies dem Sterndurchgang am Mittelfaden des Gesichtsfeldes.
Das Repsold’sche Mikrometer wird auch unpersönliches Mikrometer genannt, obwohl es die Persönliche Gleichung nicht völlig eliminiert. Es verringert jedoch die systematischen Messfehler erheblich. Sie lassen sich – analog zu oben – in zwei Anteile zerlegen, den Bisektions- und den Nachführfehler.
1. Bisektionsfehler bedeutet, dass der Beobachter den beweglichen Faden nicht genau auf dem „Sternzentrum“ (Beugungsscheibchen) hält, sondern stets etwas rechts oder stets etwas links von der Mitte. Er ist von der scheinbaren Sterngeschwindigkeit abhängig und beträgt bei einem Stern nahe dem Himmelsäquator für die meisten Beobachter zwischen 10 und 30 Millisekunden (0,01 bis 0,04 s). Er lässt sich eliminieren, wenn das Zielfernrohr nach der Mitte umgelegt und die Bewegungsrichtung des Sterns umgekehrt wird. Beim „gebrochenen Fernrohr“ (zum Beispiel Universalinstrumente vom Bautyp T4 oder DKM3) erfolgt dies von selbst, während ein geradsichtiges Fernrohr ein „Okularreversionsprisma“ benötigt.
2. Nachführfehler bedeutet, dass man den beweglichen Faden dem Stern geringfügig vorangehen oder nachfolgen lässt. Wird der Bisektionsfehler eliminiert, ist der Nachführfehler identisch mit der Persönlichen Gleichung. Sie kann mit einer speziellen Versuchsanordnung („künstlicher Stern“) bestimmt werden und liegt (nach Steinert) zwischen 20 und 40 ms.

## Messungen mit motorisierter Nachführung, Fotografie oder Sensoren
Um den Beobachter vom konzentriert-gleichmäßigen Drehen des Registriermikrometers zu entlasten, hat man für einige größere Instrumente (Meridiankreis, Danjon-Astrolabium, Zirkumzenital) eine motorgetriebene Nachführung konstruiert, die nur noch geringfügig der Sterngeschwindigkeit anzupassen ist. Sie verringert die Persönliche Gleichung abermals, wobei die Restbeträge sehr konstant und durch Messung an Referenzstationen gut bestimmbar sind. Beim Danjon-Astrolab muss der Beobachter zwei entgegengesetzt laufende Sternbilder mit einem Handrad auf gleicher Höhe halten, was auf circa 0,01 s gelingt.
Gänzlich kann die Persönliche Gleichung nur durch automatische Beobachtungsmethoden vermieden werden:
- optoelektronische Durchgangsmessungen (SEV- oder CCD-Sensoren)
- Fotografisches Zenitteleskop (engl. PZT)
- Zenitkamera und verwandte Instrumente

Jedoch erkauft man sich dies mit instrumentellen Fehlern, die teilweise nur schwer mathematisch zu modellieren sind.

## Neuere Methoden der Kosmischen Geodäsie
Als man in den 1970er-Jahren in den Genauigkeitsbereich der Millisekunden vordringen wollte, waren diese kleinen Restfehler ein nur schwer zu überwindendes Hindernis. Daher wurden die geschilderten Messverfahren nach und nach durch andere, voll automatisierbare Messprinzipien ersetzt:
- In der Astrogeodäsie (teilweise) CCD-Instrumente, Photogrammetrie und Komparatoren
- Im Monitoring der Erdrotation durch GPS, VLBI und SLR
- Zur Astrometrie von Sternörtern durch lichtelektrische Meridiankreise und Hipparcos

Nach wie vor sind jedoch Methoden im Einsatz, bei denen die Persönliche Gleichung eine zwar geringe, aber doch noch eine Rolle spielt, so etwa bei der genauen Bestimmung astronomischer Längendifferenzen (so genannter Längenausgleich über kontinentale Vermessungsnetze), für Referenzstationen der absoluten Lotabweichung, für ein kontinentales „Zentimetergeoid“ (insbesondere mit dem Ni2-Astrolab im Hochgebirge) und für einige Sonderzwecke.
Da sich die Persönliche Gleichung eines visuellen Beobachters in fast allen Fällen rechnerisch beseitigen lässt (Restfehler je nach Methode und Aufwand unter 0,01 bis 0,03 s), bleibt die Frage nach weiteren Automatisierungsmethoden eine solche nach dem Kosten-Nutzen-Verhältnis. Für das Monitoring zum Beispiel der Erdrotation und der Polbewegung ging sie um 1980 an die modernen Satelliten- und Quasar-Methoden (siehe Kosmische Geodäsie und IERS), während für Expeditionen und einige Geoid-Projekte weiterhin die Astrogeodäsie geeignete Methoden anbietet.

## Geschichte
Im Jahr 1796 entließ der Astronomer Royal Nevil Maskelyne seinen Assistenten Kinnebrooke, weil dieser Sternantritte im Mikrometer im Durchschnitt 0,8 Sekunden später aufgezeichnet hatte als Maskelyne selbst. Der Effekt wurde zunächst vergessen, bis der Königsberger Astronom Friedrich Wilhelm Bessel im Jahr 1816 auf die Geschichte Kinnebrookes aufmerksam wurde.
Bessel stellte bis 1821 systematische Untersuchungen zu diesem Effekt an, die er mit seinem Assistenten Walbeck durchführte.  Er stellte fest, dass zwischen den Beobachtungen Walbecks und seinen eigenen über eine Sekunde Differenz vorhanden war. Später setzte Bessel die Untersuchungen in Zusammenarbeit mit anderen Astronomen fort. Er gilt damit als Entdecker der Persönlichen Gleichung.

## Fachliteratur (Auswahl) und Weblink
- Karl Ramsayer: Geodätische Astronomie, Band IIa des Handbuchs der Vermessungskunde (JEK), J.B. Metzler-Verlag, Stuttgart 1969.
- Gottfried Gerstbach: Analyse persönlicher Fehler bei Durchgangs-Beobachtungen von Sternen. Geowissenschaftliche Mitteilungen, Band 7, S. 51–102, TU Wien 1975.
- Albert Schödlbauer: Geodätische Astronomie – Grundlagen und Konzepte. De Gruyter, Berlin / New York 2000
- Ivan I. Mueller: Spherical and Practical Astronomy. Frederic Ungar Publ., New York 1969.
- Klaus-Günter Steinert: Die persönlichen Fehler bei Zeitbestimmungen mit dem Passageinstrument. Diss. TH Dresden, Auszug in Mittlg. Lohrmann-Instituts Nr. 4, Dresden 1961.
- Beobachtungstechnik mit Mikrometer am (Memento vom 30. August 2006 im Internet Archive) Meridiankreis.